# Arpádův most

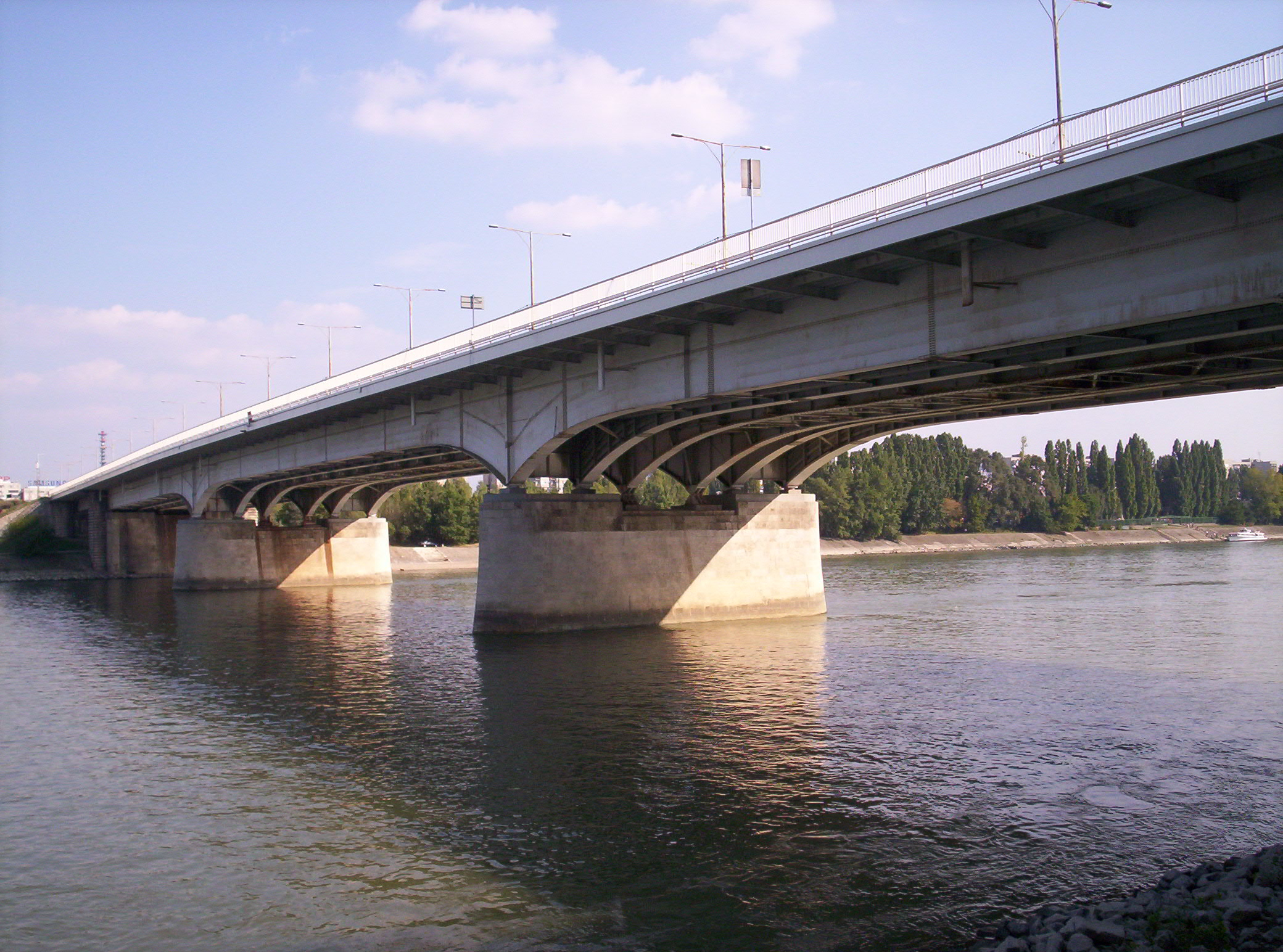
Arpád híd

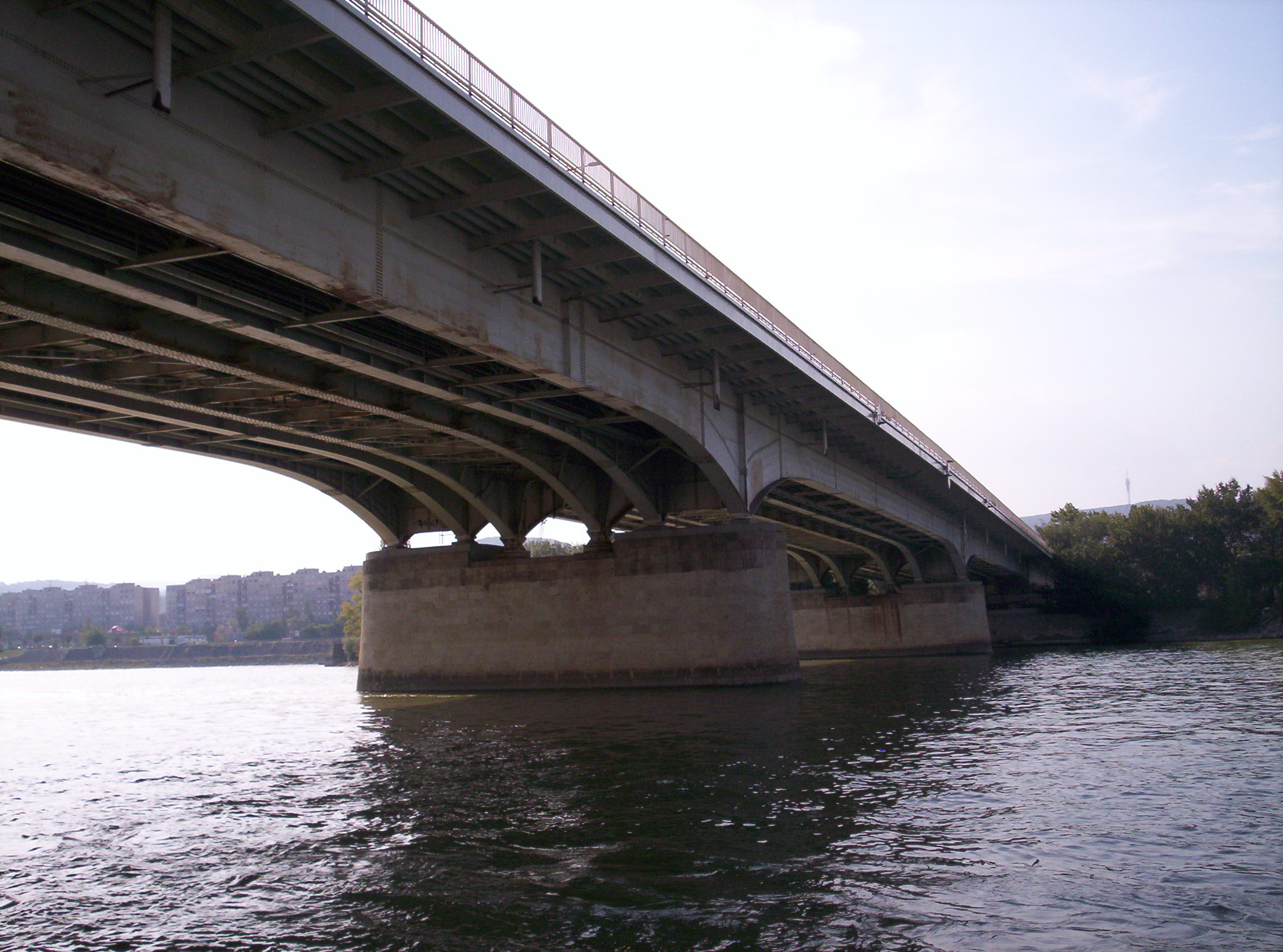
Arpád híd

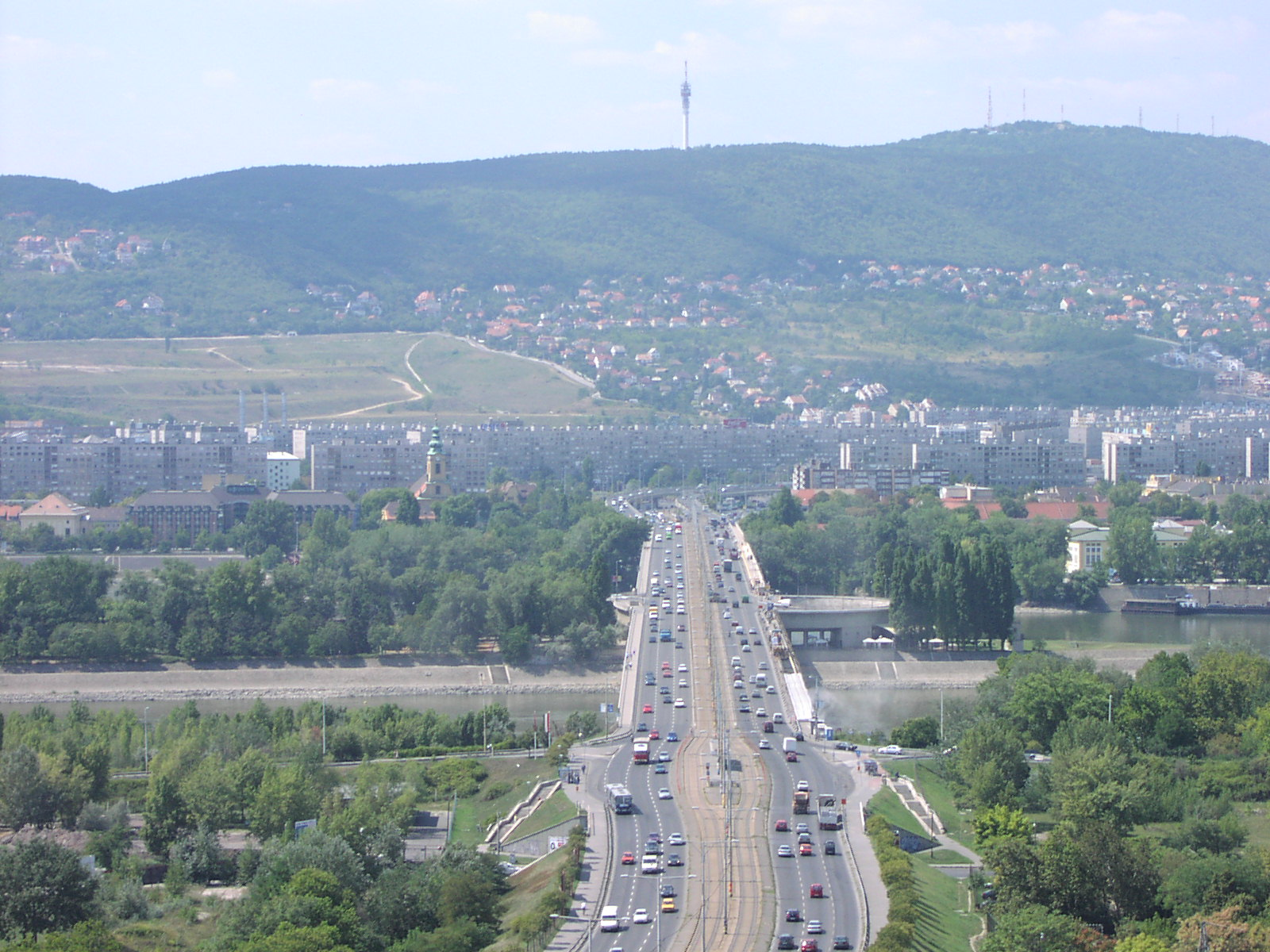
Pohled z Pešti na Budu přes Arpádův most

Árpád híd (česky Arpádův most) je most přes Dunaj v Budapešti spojující severní Budu a Pešť.

## Trasa
Arpád híd je nejsevernějším silničním mostem na území města (severnější dálniční Megyeri híd vede částečně mimo území města). Most je nejdelším v Maďarsku, včetně předmostí je dlouhý 2 km, vlastní most je dlouhý 928 m. Široký je 35,3 m včetně chodníků.
Na budínském předmostí jsou náměstí Flórián tér a Szentlélek tér. Na pešťském předmostí navazuje na třídu Róbert Károly körút, která je součástí třetího městského okruhu (Hungária körgyűrű), který se na svém jižním konci napojuje na most Lágymányosi híd. Přibližně ve své polovině most protíná Markétin ostrov, na který je možné z mostu sjet. Na budínské straně také protíná ostrov Óbuda sziget (bez sjezdu).

## Výstavba a rozšíření

### Původní most
Stavba mostu začala v roce 1939 podle plánů Jánose Kossalky, pojmenován měl být „Árpád híd“ podle knížete Arpáda. Most byl dokončen až roku 1950, otevřen byl 7. listopadu a pojmenován po J. V. Stalinovi. Dokončovací práce vedli inženýři Károly Széchy a Pál Sávoly.
Původní most měl dva jízdní pruhy, dvě tramvajové koleje a dva chodníky. Celková šířka mostu byla 13 m, z toho 11 m vozovky a 2 × 1 m chodníku.
Původně zamýšlené jméno most obdržel v roce 1958.

### Rozšíření
V letech 1980 až 1984 byl most rozšířen, v každém směru přibyly dva jízdní pruhy a chodníky byly rozšířeny a na předmostích byla vybudována mimoúrovňová křížení.